# 1976 у відеоіграх

## Події

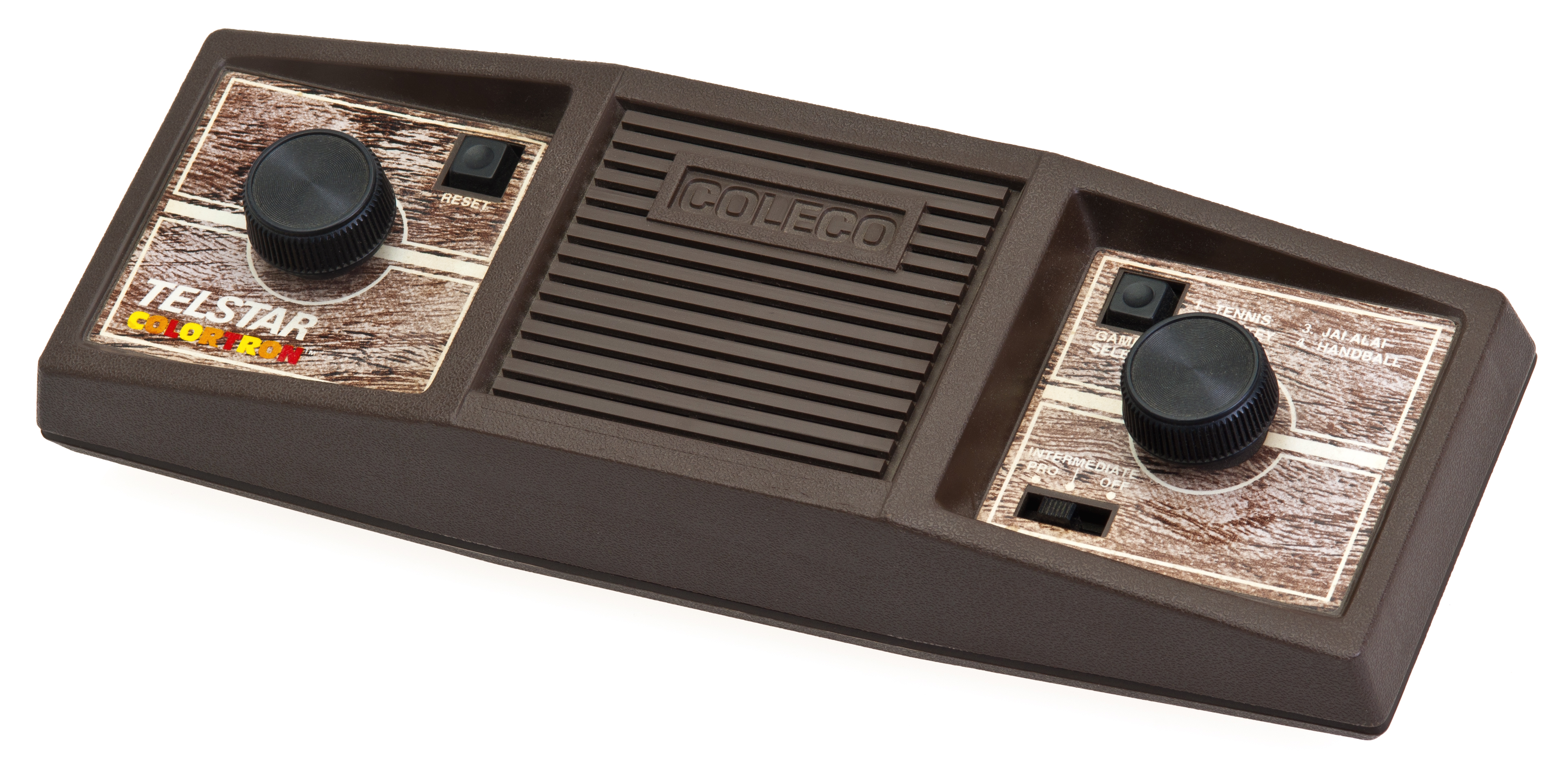
Telstar

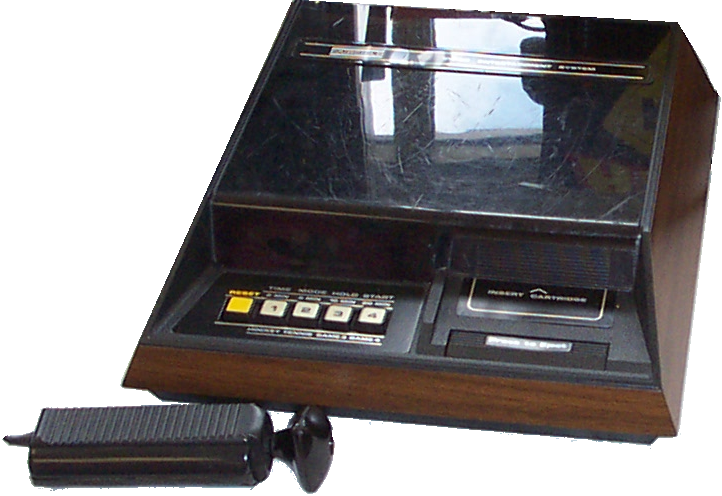
Video Entertainment System

- У жовтні Warner Communications купує фірму Atari за 28 млн доларів. Власник Atari Нолан Бушнелл залишається на посаді директора.
- Фірма Coleco випускає Telstar — клон гральної консолі Pong.
- У серпні Fairchild Semiconductor випускає Video Entertainment System (пізніше відому як Channel F) — першу гральну консоль на картриджах, що містять програму.
- Radofin випускає 1292 Advanced Programmable Video System — європейську гральну консоль.

## Релізи
- У квітні Atari випускає гру Breakout для аркадних автоматів. Прототип гри був розроблений засновниками Apple Computer Стівом Джобсом та Стівом Возняком.
- Atari випускає ігри F-1[en] та Night Driver.
- Exidy випускає гру Death Race для аркадних автоматів, за мотивами фільму Death Race 2000. Гра викликала громадський протест з приводу насильства у відеоіграх та була заборонена у багатьох місцях.